# 高橋憲一
高橋 憲一（たかはし けんいち、1980年12月22日 - ）は、秋田県南秋田郡昭和町（現:潟上市）出身のバスケットボール選手である。2003年から日本リーグの日立電線に所属し、新人王、最多アシストのタイトルを獲得、2005年にはベストファイブにも選ばれた。2006年にはbjリーグの仙台89ERSと契約しプロ選手に転身し、bjリーグ 2009-10シーズンにはフリースロー成功率1位のタイトルを獲得した。秋田ノーザンハピネッツに所属していた2016-17シーズンを最後に現役を退き、秋田ノーザンハピネッツの「アンバサダー」に就任した。選手時代の身長は181cm、体重76kgで、ポジションはポイントガード、シューティングガード。

## 来歴
昭和町立大久保小学校(現:潟上市立大豊小学校)に通っていた11歳の時にバスケットボールを始める。昭和町飯田川町組合立羽城中学校(現:潟上市立羽城中学校)3年生の時に秋田県中学校総合体育大会、東北中学校総合体育大会で優勝。全国中学校体育大会に出場し、ベスト16。この時の同期生に菊地勇樹がいる。高校は秋田工業高校に進学。エースとして活躍するも、田臥勇太や菊地勇樹らを擁する能代工業に阻まれ全国大会には出場できなかった。大学は東北学院大学に進学し、ここでもエースとして活躍。
大学卒業後、2003年に日本リーグ所属の日立電線ブルドッグスに入部し、この年の新人王に選ばれた。2005年にはリーグ準優勝に貢献し、高橋はアシスト王のタイトルを獲得、ポイントガード部門でのベストファイブにも選ばれた。
2006年のbjリーグドラフトで仙台89ERSに1巡目全体3位で指名され入団。
2009-2010シーズンに最高フリースロー成功率（152本中134本成功の88.2％）のタイトルを獲得。
2011年3月発生の東日本大震災による仙台の活動停止で、高橋以外の日本人選手全員は他チームにレンタル移籍した。しかし高橋は怪我により移籍を断念している。
2011-2012シーズン限りで仙台を退団。2012-2013シーズンより2013-2014シーズンまで、岩手ビッグブルズに所属し、。その間、2012年10月には、月間MVPに選出された。
2013-2014シーズン終了後、高橋と岩手との契約は更新されず、退団した高橋は青森ワッツに移籍した。
2015年7月、秋田ノーザンハピネッツに移籍。2015-16シーズン、
2016-17シーズン、秋田に残留した高橋は副キャプテンに任命された。2016年11月27日の仙台89ERS戦では出場時間20分の中でスリーポイント4本を含む14得点を挙げた。高橋はこのシーズン、レギュラーシーズン60試合中55試合に出場し、1試合平均2.8得点の成績を残す一方、平均出場時間は12.7分と、前のシーズンの20.0分から大きく減った。シーズン終了後の2017年6月30日、現役引退を発表。引退後もチームに留まり、チームの宣伝活動やバスケットボールスクールでの指導等を行う「アンバサダー」に就任した。
2018年10月より、地元潟上市のトレイクかたがみトレーニング指導員となる。
2019年、秋田よりWリーグ新規参入を目指すプレステージコーチ就任。

## 記録
| シーズン | チーム | GP | GS | MPG  | FG%  | 3P%  | FT%  | RPG | APG | SPG | BPG | TO  | PPG  |
| -------- | ------ | -- | -- | ---- | ---- | ---- | ---- | --- | --- | --- | --- | --- | ---- |
| 2006-07  | 仙台   | 40 | 40 | 29.2 | 37.0 | 34.6 | 62.5 | 0.9 | 1.8 | 0.6 | 0.0 | 1.2 | 8.5  |
| 2007-08  | 仙台   | 41 | 37 | 24.1 | 40.3 | 32.5 | 73.8 | 0.9 | 2.2 | 0.7 | 0.0 | 0.8 | 6.7  |
| 2008-09  | 仙台   | 52 | 52 | 28.4 | 39.4 | 37.3 | 76.8 | 1.4 | 3.8 | 0.8 | 0.1 | 1.5 | 8.8  |
| 2009-10  | 仙台   | 47 | 45 | 29.0 | 39.9 | 34.7 | 88.2 | 1.2 | 3.6 | 0.4 | 0.2 | 1.6 | 10.9 |
| 2010-11  | 仙台   | 32 | 3  | 23.0 | 40.3 | 37.6 | 83.7 | 1.0 | 2.4 | 0.3 | 0.0 | 0.9 | 7.2  |
| 2011-12  | 仙台   | 42 | 3  | 11.1 | 38.8 | 28.8 | 70.0 | 0.5 | 0.7 | 0.3 | 0.0 | 0.5 | 3.4  |
| 2012-13  | 岩手   | 52 | 49 | 30.5 | 43.6 | 42.5 | 79.2 | 1.8 | 2.7 | 0.7 | 0.1 | 1.4 | 10.3 |
| 2013-14  | 岩手   | 52 | 50 | 28.9 | 42.8 | 37.6 | 84.5 | 1.7 | 3.4 | 0.8 | 0.1 | 1.8 | 10.1 |
| 2014-15  | 青森   | 48 | 24 | 21.6 | 34.4 | 31.0 | 87.5 | 1.5 | 2.7 | 0.4 | 0.1 | 1.5 | 6.3  |
| 2015-16  | 秋田   | 52 | 0  | 20.0 | 37.4 | 34.3 | 77.8 | 1.6 | 2.9 | 0.3 | 0.0 | 1.1 | 4.9  |
| 2016-17  | 秋田   | 55 | 2  | 12.7 | 36.0 | 36.4 | 66.7 | 0.7 | 0.7 | 0.2 | 0.0 | 0.7 | 2.8  |